# Rodolit (minerał)
Rodolit – minerał z grupy granatów, będący krzemianem magnezu, glinu i żelaza. Jego skład chemiczny to głównie dwie cząsteczki piropowe oraz jedna cząsteczka almandynowa, z podrzędnymi ilościami andradytu i grossularu. Jest to odmiana granatu z grupy piropo-almandynów. Nazwa pochodzi od greckich słów rhodon oznaczającego różowy oraz lithos, czyli kamień. Jest minerałem występującym bardzo rzadko.

## Właściwości
- zabarwienie spowodowane jest przez jony Fe2+
[6];
- tworzy kryształy o izometrycznej, zaokrąglonej formie, często przypominającej formę kulistą. Rzadziej występuje w postaci dwunastościanów rombowych lub dwudziestoczterościanów deltoidowych[2].

- nie wykazuje dwójłomności ani pleochroizmu[7];

- charakteryzuje się umiarkowaną dyspersją (około 0,026)[7];

- wykazuje słabą lub umiarkowaną fluorescencję w świetle UV[8];

- nie ma wyraźnej łupliwości; w zależności od czystości minerału może być przezroczysty, półprzezroczysty, nieprzezroczysty lub przeświecający[2][7].
- Niektóre okazy wyróżniają się niezwykłą właściwością - zmieniają barwę w zależności od rodzaju oświetlenia: w świetle dziennym przybierają odcień niebieskozielony, natomiast w sztucznym stają się purpurowoczerwone lub szkarłatne[2].

## Powstawanie i występowanie
Rodolit, podobnie jak inne granaty, tworzy się w skałach metamorficznych (głównie występuje w eklogitach i granulitach), które poddane są wysokiej temperaturze i ciśnieniu podczas procesów metamorficznych. Inne, typowe skały, w których występuje rodolit, to łupki, gnejsy i skały bogate w mikę.

## Miejsce występowania
Po raz pierwszy został odkryty w 1893 roku w hrabstwie Macon w Cowee Valley w Karolinie Północnej. Za oddzielny minerał został uznany dopiero w 1959 roku. Poza Karoliną Północną na obszarze USA został stwierdzony także w Karolinie Południowej, Dakocie Południowej, Alabamie, Georgii i Connecticut. Rodolity występują również m.in. w Tanzanii, gdzie najbardziej znane złoża znajdują się w dolinie rzeki Umba (nazywane są Umbalitami), Sri Lance, Brazylii (gdzie wydobywa się kamienie o czerwonych i różowych odcieniach), w Mozambiku (skąd pochodzą głęboko czerwone i purpurowoczerwone okazy), Indiach (Radżastan), Kenii, a także w Birmie, Chinach, Madagaskarze, Norwegii, Zambii, Zimbabwe, Meksyku i Południowej Afryce.